# Monte Zugna
Monte Zugna este o arie protejată (arie specială de conservare — SAC, sit de importanță comunitară — SCI) din Italia întinsă pe o suprafață de 1.693 ha, integral pe uscat.

## Localizare
Centrul sitului Monte Zugna este situat la coordonatele 45°50′52″N 11°02′16″E / 45.847778°N 11.037778°E.

## Înființare
Situl Monte Zugna a fost declarat sit de importanță comunitară în iunie 1995 pentru a proteja 3 specii de plante și 24 de specii de animale. Situl a fost protejat și ca arie specială de conservare în martie 2014.

## Biodiversitate
Situată în ecoregiunea alpină, aria protejată conține 15 habitate naturale: Tufărișuri cu Pinus mugo și Rhododendron hirsutum (Mugo-Rhododendretum hirsuti), Păduri de Castanea sativa, Grohotișuri termofile și vest-mediteraneene, Pajiști uscate seminaturale și facies de acoperire cu tufișuri pe substraturi calcaroase (Festuco-Brometalia) (* situri importante pentru orhidee), Păduri ilirice de Fagus sylvatica (Aremonio-Fagion), Peșteri inaccesibile publicului, Pajiști carstice calcaroase sau bazofile, de Alysso-Sedion albi, Pajiști cu Molinia pe soluri calcaroase, turboase sau argilos-nămoloase (Molinion caeruleae), Păduri de fag Asperulo-Fagetum, Pante stâncoase calcaroase cu vegetație casmofită, Păduri pe pante, grohotișuri și ravene de Tilio-Acerion, Lespezi calcaroase, Păduri de stejar sau de stejar și carpen sub-atlantice și medio-europene de Carpinion betuli, Mlaștini alcaline, Fânețe de joasă altitudine (Alopecurus pratensis, Sanguisorba officinalis).
La baza desemnării sitului se află mai multe specii protejate:
- plante (3): papucul doamnei (Cypripedium calceolus), Dracocephalum austriacum, Gladiolus palustris
- păsări (23): uliu păsărar (Accipiter nisus), minunița (Aegolius funereus), fâsă de pădure (Anthus trivialis), acvilă de munte (Aquila chrysaetos), cocoșul de mesteacăn (Bonasa bonasia), buha (Bubo bubo), șorecarul comun (Buteo buteo), caprimulg (Caprimulgus europaeus), șerpar (Circaetus gallicus), presură de munte (Emberiza cia), presură de grădină (Emberiza hortulana), vânturel roșu (Falco tinnunculus), sfrâncioc roșiatic (Lanius collurio), privighetoare (Luscinia megarhynchos), Lyrurus tetrix tetrix, gaia neagră (Milvus migrans), mierlă de piatră (Monticola saxatilis), mierlă albastră (Monticola solitarius), pietrar mediteranean (Oenanthe hispanica), ciuf-pitic (Otus scops), viespar (Pernis apivorus), pitulice de munte (Phylloscopus bonelli), mărăcinar (Saxicola rubetra)
- mamifere (1): liliacul mare cu potcoavă (Rhinolophus ferrumequinum)

Pe lângă speciile protejate, pe teritoriul sitului au mai fost identificate 37 de specii de plante, 1 specie de amfibieni, 11 specii de mamifere, 3 specii de reptile.